# Glonggong (Jakenan)
Glonggong is een bestuurslaag in het regentschap Pati van de provincie Midden-Java, Indonesië. Glonggong telt 1820 inwoners (volkstelling 2010).